# Kanton Lussan

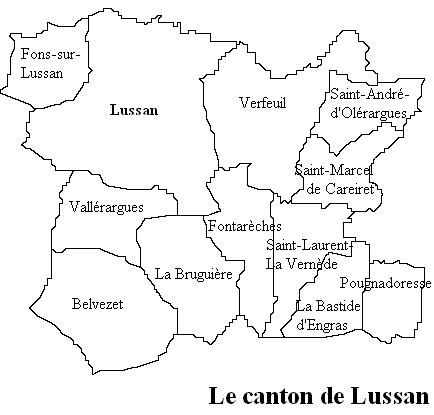
Kanton Lussan

Der Kanton Lussan war ein Wahlkreis im Département Gard und im Arrondissement Nîmes. Er hatte den Hauptort Lussan und wurde 2015 im Rahmen einer landesweiten Neugliederung der Kantone aufgelöst.

## Gemeinden
Der Kanton umfasste die Wahlberechtigten aus zwölf Gemeinden:
| Gemeinde                 | Einwohner Jahr | Fläche km² | Bevölkerungsdichte | Code INSEE | Postleitzahl |
| ------------------------ | -------------- | ---------- | ------------------ | ---------- | ------------ |
| La Bastide-d’Engras      | 207 (2013)     | 9,85       | 21 Einw./km²       | 30031      | 30330        |
| Belvézet                 | 249 (2013)     | 22,86      | 11 Einw./km²       | 30035      | 30580        |
| La Bruguière             | 330 (2013)     | 16,43      | 20 Einw./km²       | 30056      | 30580        |
| Fons-sur-Lussan          | 245 (2013)     | 10,49      | 23 Einw./km²       | 30113      | 30580        |
| Fontarèches              | 255 (2013)     | 13,42      | 19 Einw./km²       | 30115      | 30580        |
| Lussan                   | 502 (2013)     | 46,92      | 11 Einw./km²       | 30151      | 30580        |
| Pougnadoresse            | 241 (2013)     | 7,65       | 32 Einw./km²       | 30205      | 30330        |
| Saint-André-d’Olérargues | 411 (2013)     | 9,75       | 42 Einw./km²       | 30232      | 30330        |
| Saint-Laurent-la-Vernède | 758 (2013)     | 11,8       | 64 Einw./km²       | 30279      | 30330        |
| Saint-Marcel-de-Careiret | 834 (2013)     | 10,17      | 82 Einw./km²       | 30282      | 30330        |
| Vallérargues             | 143 (2013)     | 12,73      | 11 Einw./km²       | 30338      | 30580        |
| Verfeuil                 | 619 (2013)     | 25,97      | 24 Einw./km²       | 30343      | 30630        |